# Sergio Fidalgo
Sergio Fidalgo Piña (Barcelona, 1968) es un escritor y periodista español. Durante años se especializó en información deportiva. En enero de 2017 fue cofundador de la organización Concordia Cívica presidida por la jurista Teresa Freixes. Es también editor del periódico digital "El Catalán" creado en junio de 2017 para “la defensa de la españolidad de Cataluña y el mantenimiento de los lazos con el resto de España”.

## Trayectoria
Licenciado en Geografía e Historia por la Universidad de Barcelona y en Periodismo por la Universidad Pompeu Fabra, también cursó estudios de Ciencias Políticas en la Universidad Autónoma de Barcelona. Durante su etapa de estudiante universitario, fue coordinador general de la asociación estudiantil Goliardos, un colectivo que tuvo representación en los claustros de la UB, la UPC y la UAB. Este grupo editó diversas publicaciones universitarias en la década de los 90 y se destacó por sus campañas electorales, en la que predominaban eslóganes humorísticos como "Un colgado para el rectorado" o "Queremos bravas en los bares de facultad".[cita requerida]
Como aficionado del RCD Espanyol, fue presidente de la Penya Universitària Blanc i Blava (1991-2004). También fue vocal (1991-1996) y secretario de la Federació Catalana de Penyes del RCDE (1996-2000).
Fue director de la revista 23 perico, publicación trimestral de opinión dedicada a este club, columnista de la edición catalana del diario deportivo AS y colaborador de E-notícies, Cope Cataluña, Radio Marca, El Periódico de Catalunya y la televisión local de Hospitalet (Barcelona).[cita requerida]
En enero de 2017 fue uno de fundadores de la organización Concordia Cívica presidida por la jurista constitucionalista Teresa Freixes.
Desde su nacimiento en junio de 2017 es editor del periódico digital elcatalan.es y colabora en diversos medios, como el diario digital Crónica Global y la edición catalana de La Razón.
Es presidente del Grupo de Periodistas Pi i Margall creado en 2016 y cuyo presidente de honor de la organización es Tomás Guash.

## Publicaciones
Tiene publicados diversos libros dedicados al RCD Espanyol (El sorpasso perico) y la hostelería barcelonesa (Barcelona on the Rocks 1 y 2; Las bravas del Bar Tomás).
En 2015 publicó Me gusta Catalunya, me gusta España un libro de entrevistas a 30 catalanes críticos con el secesionismo catalán. Se presentó en Madrid en el Centro Cultural Blanquerna, institución dependiente de la Generalidad de Cataluña, en un acto polémico en el que participó, entre otros, el dramaturgo Albert Boadella, uno de los entrevistados, quien asistió al acto con una mascarilla denunciando el peligro del "virus del independentismo".